# 고요케팔레
고요케팔레는 후두류 공룡의 한 속으로 백악기 후기에 현재의 몽골에 살았다.

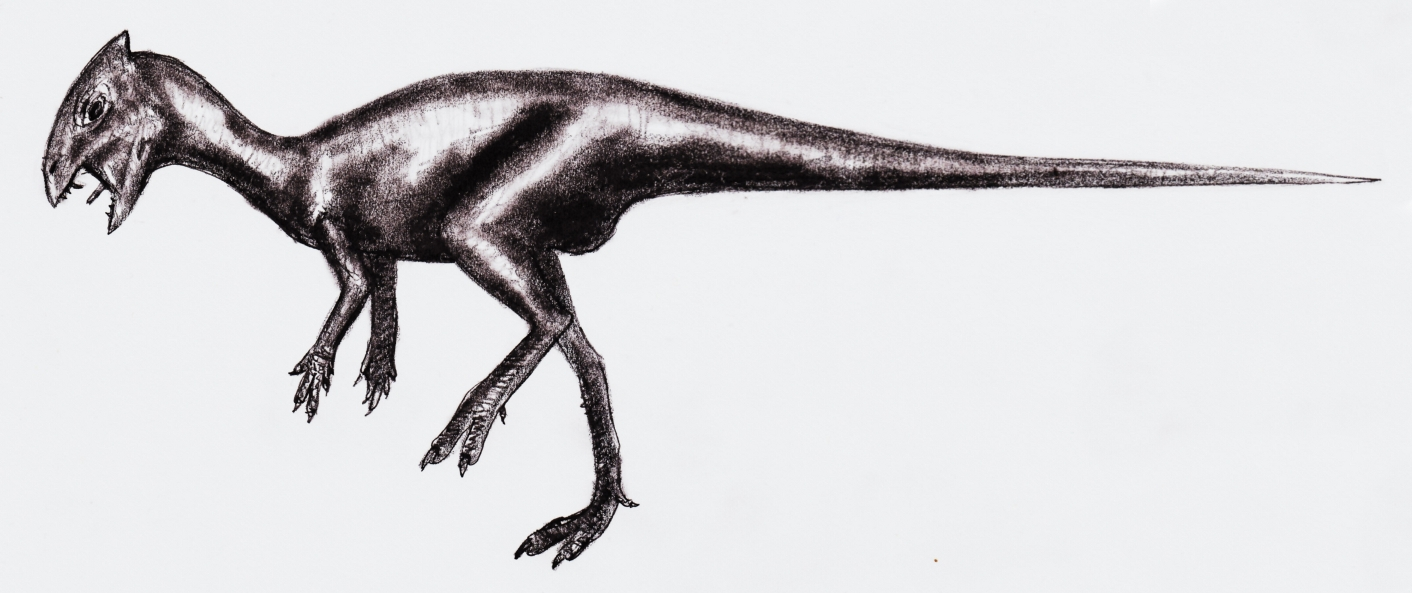

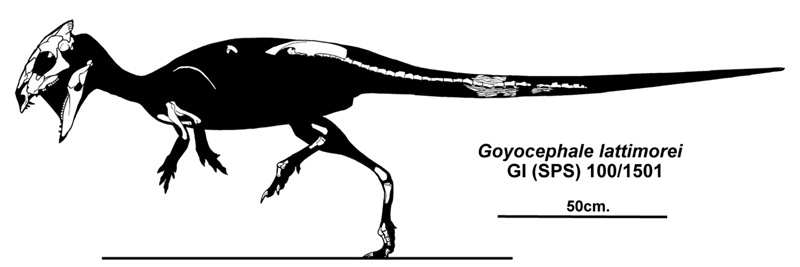
골격 복원도

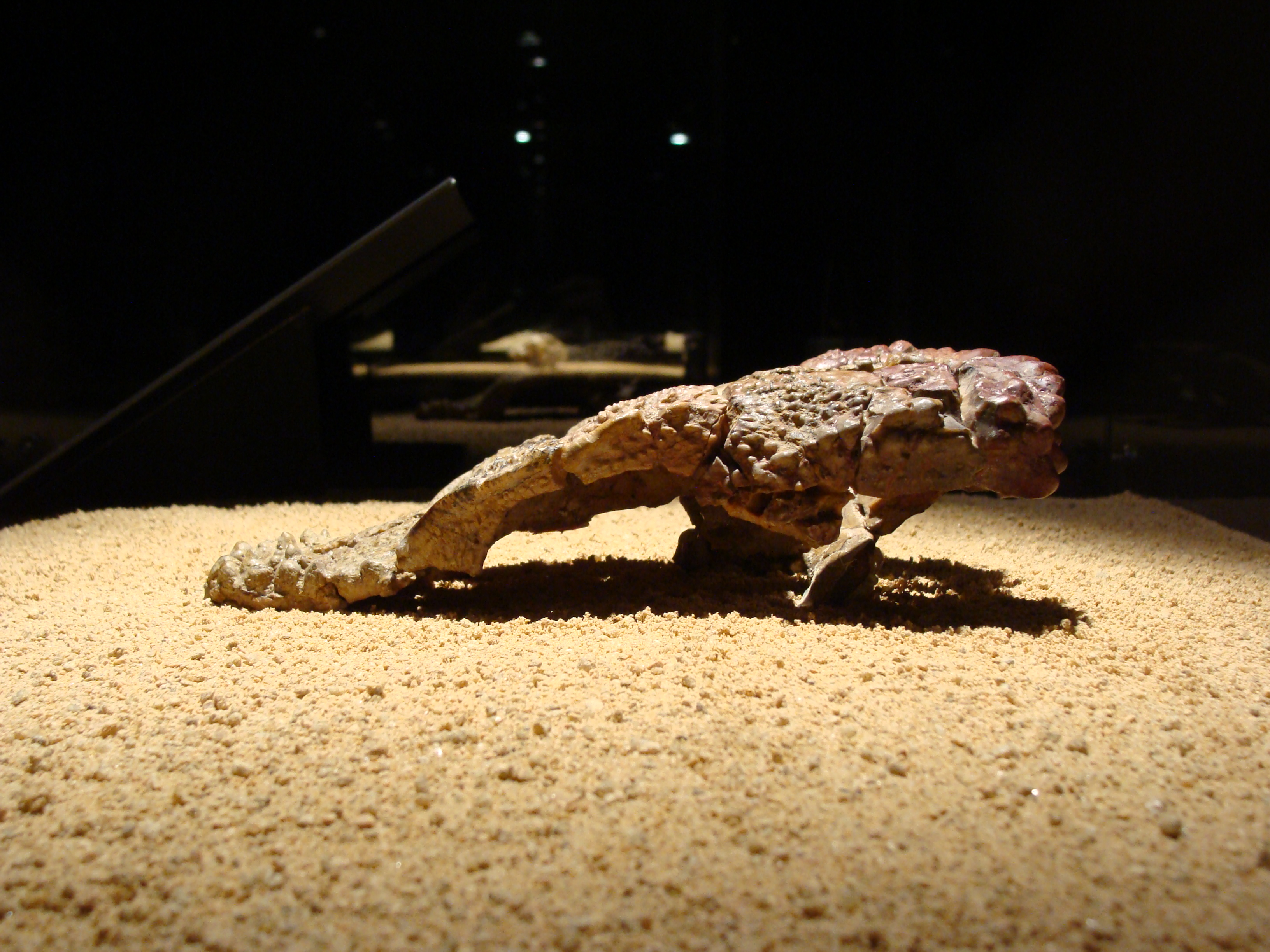
측면에서 본 두개부

고요케팔레의 몸무게는 10-40 kg 정도 되었을 것으로 보인다. 모식종인 고요케팔레 라티모레이(Goyocephale lattimorei)는 페를레, 마리안스카, 그리고 오스몰스카가 1982년에 불완전한 두개골, 아래턱, 그리고 두개골 외의 골격 일부로부터 보고하였다. 두개골은 호말로케팔레 칼라토케르코스 및 프레노케팔레 프레네스의 완모식표본 두개골과 거의 동일한 크기이며 호말로케팔레와는 납작한 두개부분, 잘 발달된 상측두창, 그리고 혹 모양의 장식 등 여러 특징들을 공유하고 있다. 호말로케팔레와 G. lattimorei는 비율로 구분할 수 있다.